# Henry Ponsonby

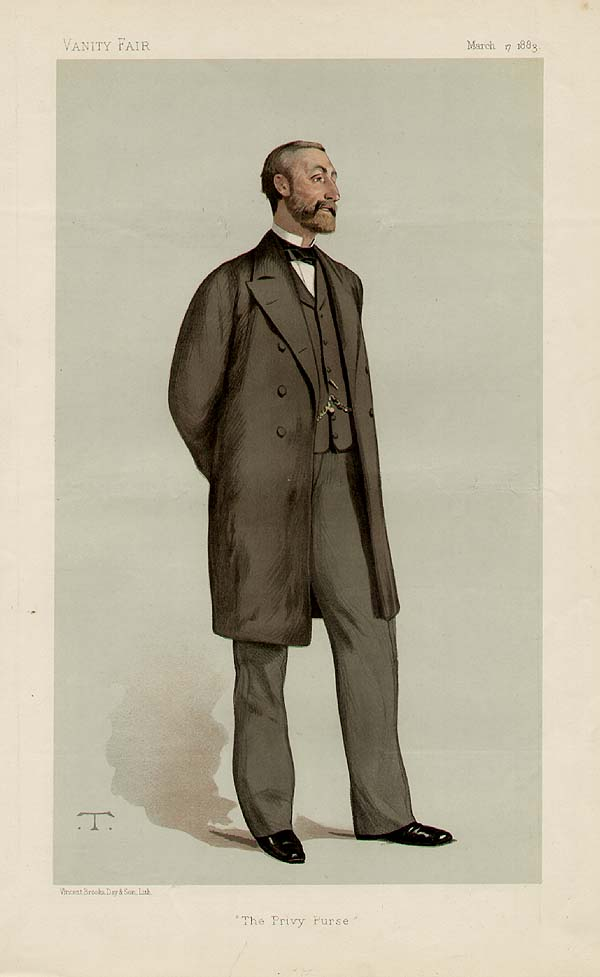
Sir Henry Ponsonby, caricatura publicada por Vanity Fair.

Henry Frederick Ponsonby GCB (10 de diciembre de 1825 – 21 de noviembre de 1895) fue un militar británico y  funcionario de la corte real quien se desempeñó como secretario privado de la reina Victoria.

## Biografía
Henry Ponsonby nació el 10 de diciembre de 1825, sus padres fueron el general del ejército británico sir Frederick Cavendish Ponsonby y lady Emily Charlotte Bathurst. Ascendió al rango de teniente coronel en la Grenadier Guards (en español: Guardia de Granaderos) y luchó en la Guerra de Crimea. Sirvió como asistente personal del príncipe Alberto a partir de 1856. Después del fallecimiento del príncipe en 1861, se convirtió en asistente de la reina Victoria, hasta que fue nombrado su secretario privado el 8 de abril de 1870, tras la muerte del secretario previo, el general Charles Grey. En 1878, fue nombrado además como encargado de las finanzas personales de la reina. 
Por la época en que inició sus funciones como secretario privado, la popularidad de la monarquía estaba en decadencia y el sentimiento republicano británico había llegado a un punto culminante, debido principalmente al aislamiento de Victoria tras la muerte de su marido. Ponsonby intentó «persuadir a la reina para que fuera más visible». Entre otras cosas, actuó como intermediario para los primeros ministros y los propios hijos de Victoria y al mismo tiempo trató de limitar la influencia de John Brown y Abdul Karim —dos sirvientes que fueron muy criticados por la estrecha relación que tenían con la reina. Se mantuvo en el cargo hasta unos pocos meses antes de su muerte en 1895.

### Honores
Por sus servicios en campaña fue investido Caballero de la Orden de Medjidie en 1877, fue nombrado miembro del Muy Honorable Consejo Privado de Su Majestad en 1879 y caballero gran cruz de la Orden del Baño en 1887. y  Sin embargo, rechazó el ofrecimiento de la reina de un título nobiliario.

### Matrimonio y familia
El 30 de abril de 1861, Henry Ponsonby se casó con Mary Elizabeth Bulteel, dama de honor de la reina e hija de John Bulteel Crocker —un parlamentario británico—, y tuvieron cinco hijos: Alberta Victoria (1862–1945), Magdalen (1864–1934), John (1866–1952), Frederick Edward Grey (1867–1935) y Arthur Augustus William Harry (1871–1946).
Ponsonby acostumbraba embellecer las cartas que enviaba a sus hijos cuando estaban en Eton, en lugar de escribir la dirección de forma convencional, decoraba los sobres con una serie de ilustraciones en las que ocultaba la dirección de la escuela. Por ejemplo, en sus cartas mostraba las direcciones como letreros garabateados en medio de tormentas de nieve o grandes sobres llevados a hombros por gente diminuta. Fue una extravagancia familiar continuada por su hijo Arthur y recientemente revivida por su descendiente Harriet Russell.